# Keystone-Pipeline

Die Route der Keystone-Pipeline (Anfang 2015)

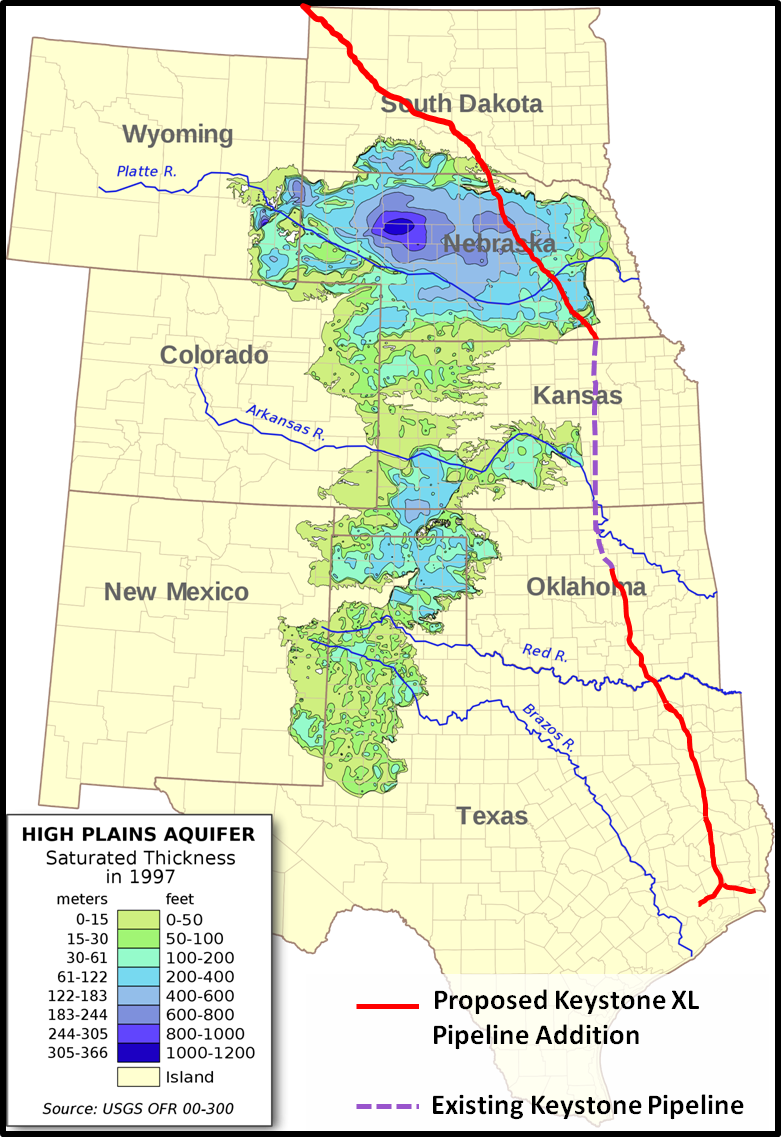
Ogallala-Aquifer und Keystone-Pipeline

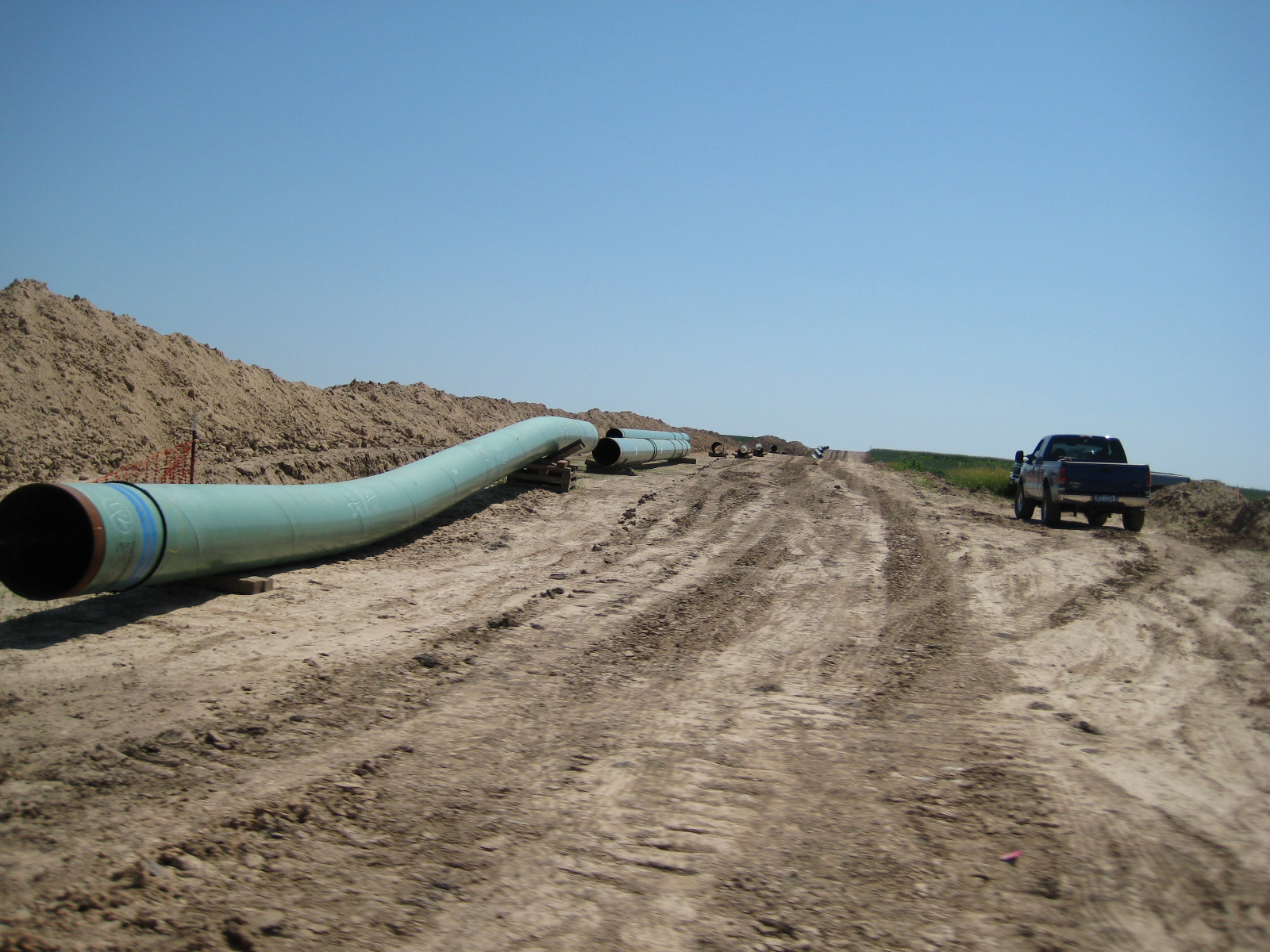
Pipeline-Rohre auf einer Baustelle der Keystone-Pipeline in Swanton vor dem Verlegen (August 2009)

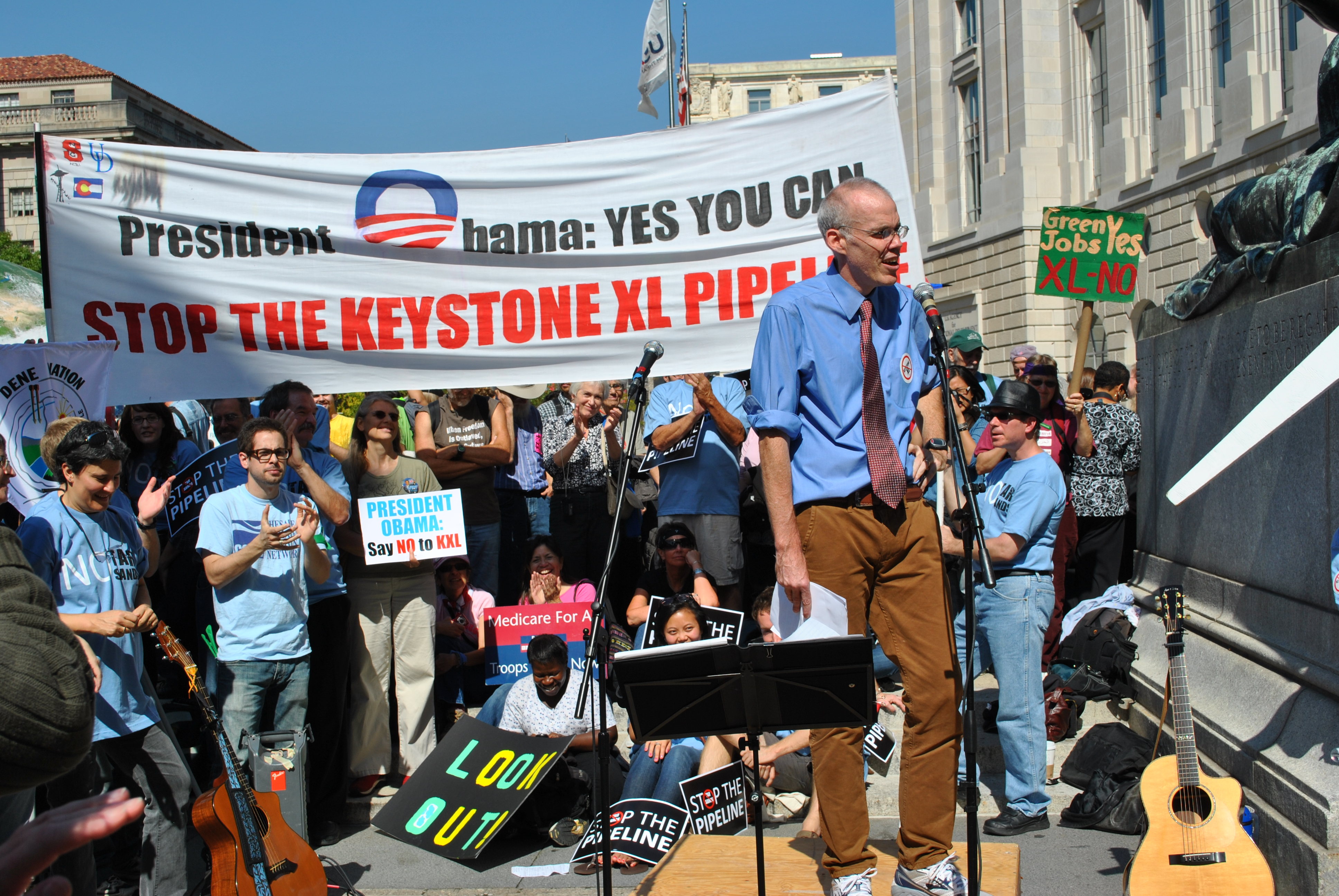
Umweltaktivist Bill McKibben spricht auf einer Demonstration gegen die Pipeline-Verlängerung (Oktober 2011)

Die Keystone-Pipeline transportiert Rohöl aus den Erdölfeldern der Athabasca-Ölsand-Vorkommen aus der westkanadischen Provinz Alberta zu Erdölraffinerien in den US-Bundesstaaten Illinois, Oklahoma und Nebraska. Die Strecke von Alberta bis Steele City (Nebraska) ist 3.456 km lang; die Verlängerung bis Cushing (Oklahoma) beträgt 480 km. Die Pipeline hat einen Durchmesser von 30 bzw. 36 Zoll (76 bzw. 91 cm). Sie kann bis zu 622 000 Barrel pro Tag transportieren.
Eine Erweiterung unter dem Namen Keystone XL sollte den alten Strang durch eine direkte und wesentlich größere Leitung ersetzen. Das Projekt war umstritten, weil die Gewinnung von Rohöl aus Ölsanden einen hohen Energieaufwand bedeutet und schwere Umweltschäden mit sich bringt. Außerdem war die Route der „vierten Phase“ problematisch, weil sie das Gebiet des Grundwasserspeichers Ogallala-Aquifer quert. Dieser ist für die Landwirtschaft in den Great Plains unverzichtbar. Eine Schädigung hätte unabsehbare Folgen für die Lebensmittelproduktion der Vereinigten Staaten gehabt. Im November 2015 stoppte US-Präsident Barack Obama schließlich den Bau der Keystone XL; sein Amtsnachfolger Donald Trump genehmigte am 24. März 2017 erneut ihren Weiterbau, bevor dessen Nachfolger, Joe Biden, die Genehmigung am ersten Tag seiner Amtszeit wiederum zurückzog. Im Juni 2021 gab die Betreibergesellschaft das Projekt endgültig auf.

## Geschichte
TransCanada schlug das Projekt 2005 vor. 2008 stieg der US-Ölkonzern ConocoPhillips mit einer 50-%-Beteiligung ein doch schon 2009 kaufte TransCanada den Anteil zurück, um wieder Alleineigner zu sein. Es dauerte zwei Jahre, um alle erforderlichen Genehmigungen zu erhalten; die reine Bauzeit betrug weitere zwei Jahre. 2010 ging die Pipeline in Betrieb.

### Vorfälle
Bei einem Leck 2017 flossen mehr als 407.000 US. Gallonen (1540 Kubikmeter) Rohöl auf landwirtschaftliche Flächen in South Dakota.
2019 traten 1,4 Millionen Liter (1400 Kubikmeter) Rohöl bei der Stadt Edinburg in North Dakota aus und versickerten im Boden, der daraufhin abgetragen wurde.
2022 liefen im US-Bundesstaat Kansas mehr als 2,2 Millionen Liter (2200 Kubikmeter) Rohöl aus, teilweise in den Mill Creek, nahe Washington.
2025 traten am 8. April im Abschnitt von South Bow in North Dakota rund 3.500 Barrel (556.000 Liter) aus. Der Betrieb war etwa eine Woche unterbrochen, das belastete Erdreich konnte fast vollständig gesichert werden.

## Keystone XL
Die geplante Ergänzung und Erweiterung Keystone XL der Keystone-Pipeline sollte über 2.700 km, mit einem Durchmesser von nahezu einem Meter und damit einem Transportvolumen von ca. 700.000 Barrel Rohöl täglich schließlich bis in den US-Bundesstaat Texas am Golf von Mexiko führen. Weil die Pipeline über die kanadisch-amerikanische Grenze führte, war es nach US-Recht ein Projekt der US-Außenpolitik. Der US-Präsident und seine Regierung können ohne inhaltliche Beteiligung des US-Kongresses agieren und entscheiden.
Das Vorhaben war politisch umstritten. Die Versorgung der US-Wirtschaft mit Öl vom nordamerikanischen Kontinent ist, wie auch die Förderung des Hydraulic Fracturing (Fracking) zeigt, ein Ziel der nationalen Politik, um von Öl-Importen aus Konfliktregionen unabhängiger zu werden. Gewerkschaften sprachen sich für das Projekt aus; in der Bauzeit sollte das Projekt rund 3900 Menschen beschäftigen, im Betrieb aber nur 35. Dagegen sprechen Umweltbedenken: Die Pipeline verläuft über Grundwasserspeichern, die für die Landwirtschaft großer Gebiete der USA wichtig sind.
Die Entscheidung über den Bau des nördlichen Teils von der kanadischen Grenze bis Oklahoma sollte zunächst frühestens Anfang 2013 fallen, nachdem das US-Außenministerium im November 2011 angekündigt hatte, alternative Strecken zu untersuchen.
Ende 2011 versuchte der US-Kongress die Regierung mit einer Frist von 60 Tagen unter Druck zu setzen. Präsident Obama verweigerte unter diesen Umständen, in eine Prüfung einzusteigen, und wies am 19. Januar 2012 das Projekt ab, da er in der kurzen, vorgegebenen Frist keine fundierte inhaltliche Bewertung für möglich hielt. Zum Stopp des Projektes zugunsten einer Alternativplanung trugen auch massive Proteste von Umweltschützern, mehrerer Nobelpreisträger sowie prominenter Persönlichkeiten wie Desmond Tutu und Dalai Lama bei.
Der südliche Teil des Keystone-XL-Projekts von Oklahoma zur Golf-Küste wurde weiter verfolgt und nahm im Januar 2014 den Betrieb auf. Sie verbindet das Öl-Umschlagszentrum in Cushing, Oklahoma, mit der Küste des Golfs von Mexiko in Port Arthur, Texas.
Im März 2013 stellte die Betreibergesellschaft einen erneuten Antrag. Darin wurde die Trassenführung so geändert, dass die ökologisch besonders empfindlichen Sandhills in Nebraska nicht mehr durchquert werden. Präsident Obama machte im Sommer 2013 in einer Rede über Maßnahmen gegen den Klimawandel eine Zustimmung zur Pipeline Keystone XL davon abhängig, dass die USA ihre CO2-Emissionen deckeln und Fortschritte in der Klimapolitik und beim Energiesparen machen. Die Frage des Pipeline-Baus wurde in den USA als Symbol für die Entschlossenheit der Regierung Obama angesehen, den Klimawandel zu einem politischen Projekt des Präsidenten zu machen.
In einer Umweltverträglichkeitsprüfung im Auftrag des Außenministeriums vom Januar 2014 kam diese zum Ergebnis, dass Öl aus den kanadischen Ölsanden rund 17 % mehr CO2 freisetzt als der Durchschnitt aller Öllieferungen in den USA. Ansonsten seien die Umweltauswirkungen der Keystone-XL-Pipeline vergleichbar mit allen anderen Projekten.
Anfang 2015 räumte ein Gericht im US-Bundesstaat Nebraska weitere juristische Hindernisse für das Projekt aus dem Weg. Ende Januar stimmte der US-Kongress dem Bau der Pipeline mit 270 zu 152 Stimmen zu (darunter 29 Stimmen demokratischer Abgeordneter). Das Gesetz verpflichtete die Regierung, die Pipeline zu bauen. Wie zuvor angekündigt legte Präsident Obama ein Veto ein, das er mit nationalem Interesse begründete, wonach die Umwelt- und Außenpolitikinteressen eine ausführliche Abwägung und Untersuchung erforderten. Demnach werde er die Gutachten abwarten und widerspreche der vorgezogenen Entscheidung durch den Kongress. Etwa gleichzeitig zweifelte die Environmental Protection Agency (EPA) die Studie des Außenministeriums an und sah durch das Keystone-Projekt erheblich höhere Risiken als in früheren Studien angenommen.
Im September 2015 sprach sich Hillary Clinton im Präsidentschaftswahlkampf erstmals gegen das Projekt aus. Sie sagte: „Der Bau der Pipeline ist nicht das, was wir tun sollten, um die globale Erwärmung zu bekämpfen.“
Anfang November 2015 bat das Betreiber-Consortium TransCanada Corporation überraschend das US-Außenministerium, das Prüfverfahren auszusetzen. Als Gründe galten neben der anhaltenden Kritik die gesunkenen Ölpreise und politische Entwicklungen in Kanada, wo im Mai 2015 Alberta eine neue Provinzregierung mit kritischer Haltung zur Erdölgewinnung bekam und im Oktober 2015 mit Justin Trudeau ein neuer Ministerpräsident gewählt wurde, der das Projekt zwar unterstützte, aber mit deutlich weniger Einsatz als sein Vorgänger Stephen Harper.
Daraufhin lehnte Obama am 6. November 2015 den Antrag ab. Er verwies darauf, dass die Pipeline weder Arbeitsplätze schaffen noch die Energieversorgung der USA signifikant verbessern könnte. Unter Bezug auf die UN-Klimakonferenz in Paris erhob er den Anspruch der USA, im Klimaschutz führend zu sein, und äußerte, der Pipelinebau würde dazu nicht passen. Umweltschützer Bill McKibben nannte die Erklärung einen Wendepunkt für die Klimapolitik der Vereinigten Staaten; erstmals habe ein Spitzenpolitiker ein großes Projekt wegen seiner Auswirkungen auf das Klima gestoppt.
Drei Tage nach seinem Amtsbeginn unterzeichnete der neue US-Präsident Donald Trump am 24. Januar 2017 Dekrete zum Weiterbau der beiden umstrittenen und von Obama gestoppten transnationalen Pipeline-Projekte Dakota-Access und Keystone.
Am 24. März 2017 genehmigte Trump das Projekt endgültig.
Umweltverbände und Vertreter indigener Stämme klagten gegen die erneute Genehmigung. Im Juli 2020 entschied das oberste Gericht der USA, dass Keystone XL umfangreiche Umweltverträglichkeitsprüfungen erfordere, bevor der Bau durchgeführt werden könne.
Am 20. Januar 2021 wurde Joe Biden als US-Präsident vereidigt. Am selben Tag widerrief er die Baugenehmigung für Keystone XL per Dekret. Im Juni 2021 gab die Betreibergesellschaft das Pipelineprojekt auf.